# نظام ارتباط الاستذكار
يُطلق على نظام ارتباط الاستذكار (بالإنجليزية: Mnemonic link system)  والمعروف في بعض الأحيان باسم طريقة السلسلة، اسم نظام لتذكر القوائم والمعلومات المتعددة، وذلك بإنشاء روابط بين عناصر تلك القائمة. على سبيل المثال، يمكن عند تذكر القائمة (كلب، ظرف، ثلاثة عشر، خيط، نافذة)، إنشاء قصة عن "كلب عالق في ظرف، أرسل إلى قط أسود غير محظوظ يلعب بالخيط بجوار النافذة". ويقال إن القصة ستكون أسهل في التذكر من القائمة نفسها.
هناك طريقة أخرى تتمثل في ربط كل عنصر من عناصر القائمة بصورة ذهنية لصورة تتضمن عنصرين في القائمة بجوار بعضهما البعض. وهذا من شأنه أن يشكل قائمة مرتبطة مزدوجة [الإنجليزية] والتي يمكن اجتيازها حسب الرغبة، للخلف أو للأمام. على سبيل المثال، في القائمة الأخيرة يمكن للمرء أن يتخيل كلبه داخل مظروف عملاق، ثم قطة سوداء تأكل ظرفًا. سيتم استخدام نفس المنطق مع بقية العناصر. تُعرف الملاحظة القائلة بأن الصور السخيفة يسهل تذكرها باسم تأثير فون ريستورف، على الرغم من أن هذا التأثير قد دحضته العديد من الدراسات (هوك وآخرون. 1978؛ أينشتاين 1987)، والتي وجدت أن الارتباط الثابت بين الكلمتين هو أهم من عبثية الصورة.
من أجل الوصول إلى عنصر معين في القائمة، يحتاج المرء إلى قراءة القائمة خطوة بخطوة، على غرار القائمة المرتبطة، من أجل الحصول على العنصر من النظام.
ثمة قيود ثلاثة على نظام الارتباط. الأول هو أنه لا يوجد ترتيب رقمي مفروض عند الحفظ، وبالتالي لا يمكن للممارس تحديد الوضع العددي لعنصر ما على الفور ؛ يمكن حل ذلك عن طريق تجميع علامات رقمية في نقاط محددة في السلسلة أو باستخدام نظام الربط [الإنجليزية] بدلاً من ذلك. والثاني هو أنه في حالة نسيان أي من العناصر، فقد تكون القائمة بأكملها في خطر. والثالث هو احتمال الخلط بين المقاطع المتكررة من القائمة، وهي مشكلة شائعة عند حفظ الأرقام الثنائية. يمكن حل هذا القيد إما من خلال التجميع أو باستخدام إما نظام الربط أو قصر الذاكرة.

## مقالات ذات صلة
- رياضة الذاكرة
- فن الذاكرة
- قصر الذاكرة
- نظام غورواواس [الإنجليزية]
- نظام دومينيك